# Irvingbaileya
Irvingbaileya là một chi thực vật có hoa trong họ Stemonuraceae.

## Loài
Chi Irvingbaileya gồm các loài: